# Counterfeit (film 1919)
Counterfeit è un film muto del 1919 diretto da George Fitzmaurice

## Trama
Trama non disponibile.

## Produzione
Il film fu prodotto dalla Paramount Pictures (con il nome Famous Players-Lasky Corporation). È conosciuto anche con il titolo The Counterfeit.

## Distribuzione
Il copyright del film, richiesto dalla Famous Players-Lasky Corp., fu registrato il 14 novembre 1919 con il numero LP14441.
Distribuito dalla Paramount Pictures (con il nome Famous Players-Lasky Corporation), il fil - presentato da Adolph Zukor - uscì nelle sale cinematografiche USA il 30 novembre 1919.